# Conner Henry
Conner David Henry (Claremont, 21 luglio 1963) è un ex cestista e allenatore di pallacanestro statunitense, professionista nella NBA, in Italia, Francia, Spagna e Grecia.

## Carriera
È stato selezionato dagli Houston Rockets al quarto giro del Draft NBA 1986 (89ª scelta assoluta).

## Palmarès

### Giocatore
- All-CBA First Team (1990)

### Allenatore
- Campione NBDL (2014)
- Dennis Johnson Coach of the Year Award (2014)